# Route nationale 445
Die Route nationale 445, kurz N 445 oder RN 445, war eine französische Nationalstraße, die 1933 südlich von Lormes von der N444 abzweigte und nach Châtillon-en-Bazois führte. Ihre Länge betrug 31,5 Kilometer. 1973 wurde sie im Zuge einer Straßenreform abgestuft und die Nummer wurde für eine Verbindungsstraße von der N7 in Viry-Châtillon zur Francilienne bei Fleury-Mérogis verwendet. Seit 2006 trägt die Straße im Département Essonne die Nummer D445.